# Trappgavel
Trappgavel är en husgavel som avslutas uppåt i trappstegsform.
Detta stilelement var vanligt förekommande i den medeltida arkitekturen. Ibland smyckades gaveln med skulpturer, tinnar eller masverk. Särskilt utbredd var denna byggnadsstil inom gotiken och i nordtyska och holländska tegelbyggnader. Byggstilen förekommer även i södra Sverige, på Gotland och i Danmark, men också i exempelvis Mälardalen och Östergötland. Under renässansen utformades hörnen med snäckliknande ornament, så kallade volut. En känd byggnad med trappgavel är Glimmingehus.

## Exempel

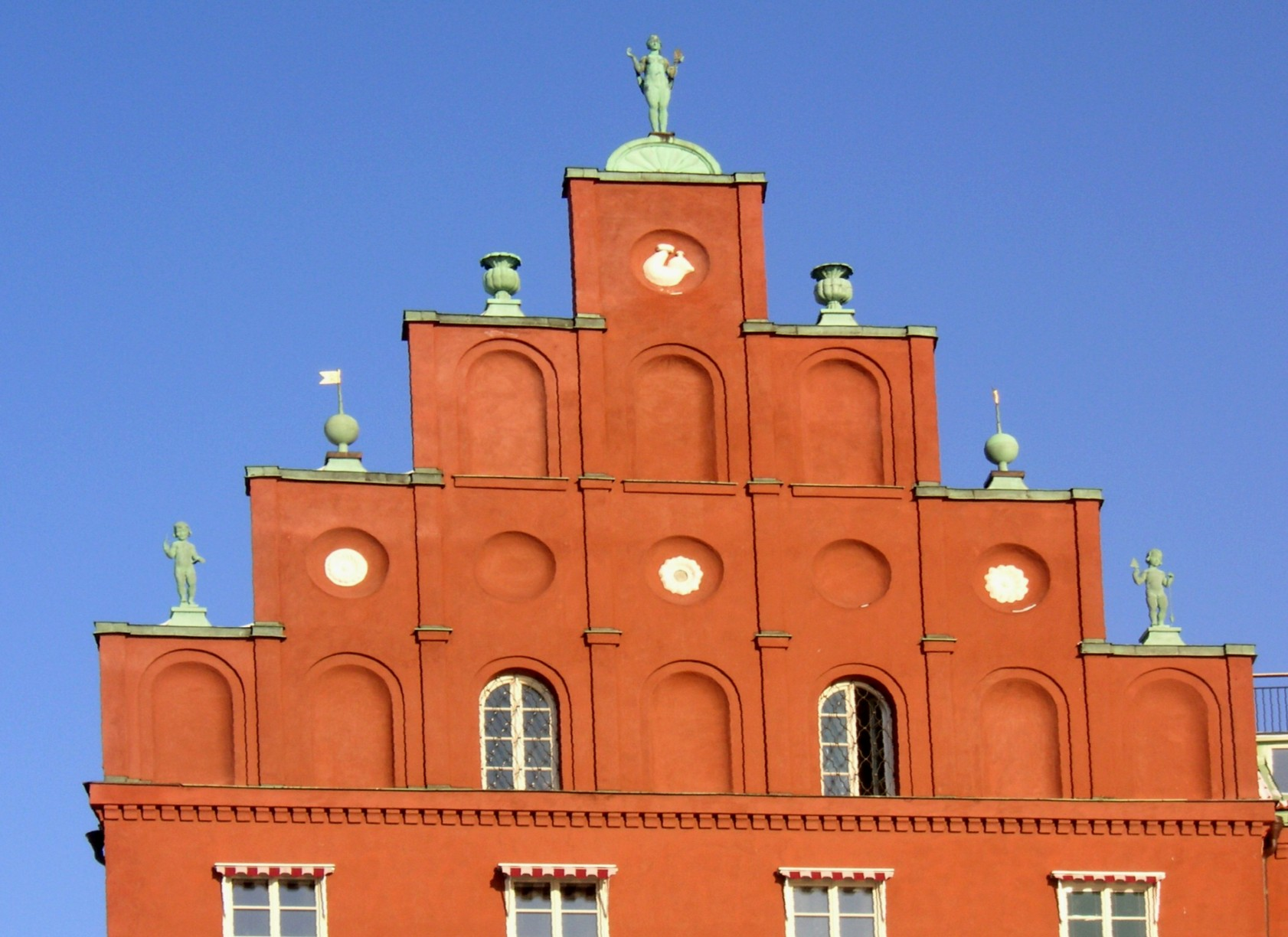
Exempel för en trappgavel på ett hus på Norr Mälarstrand i Stockholm
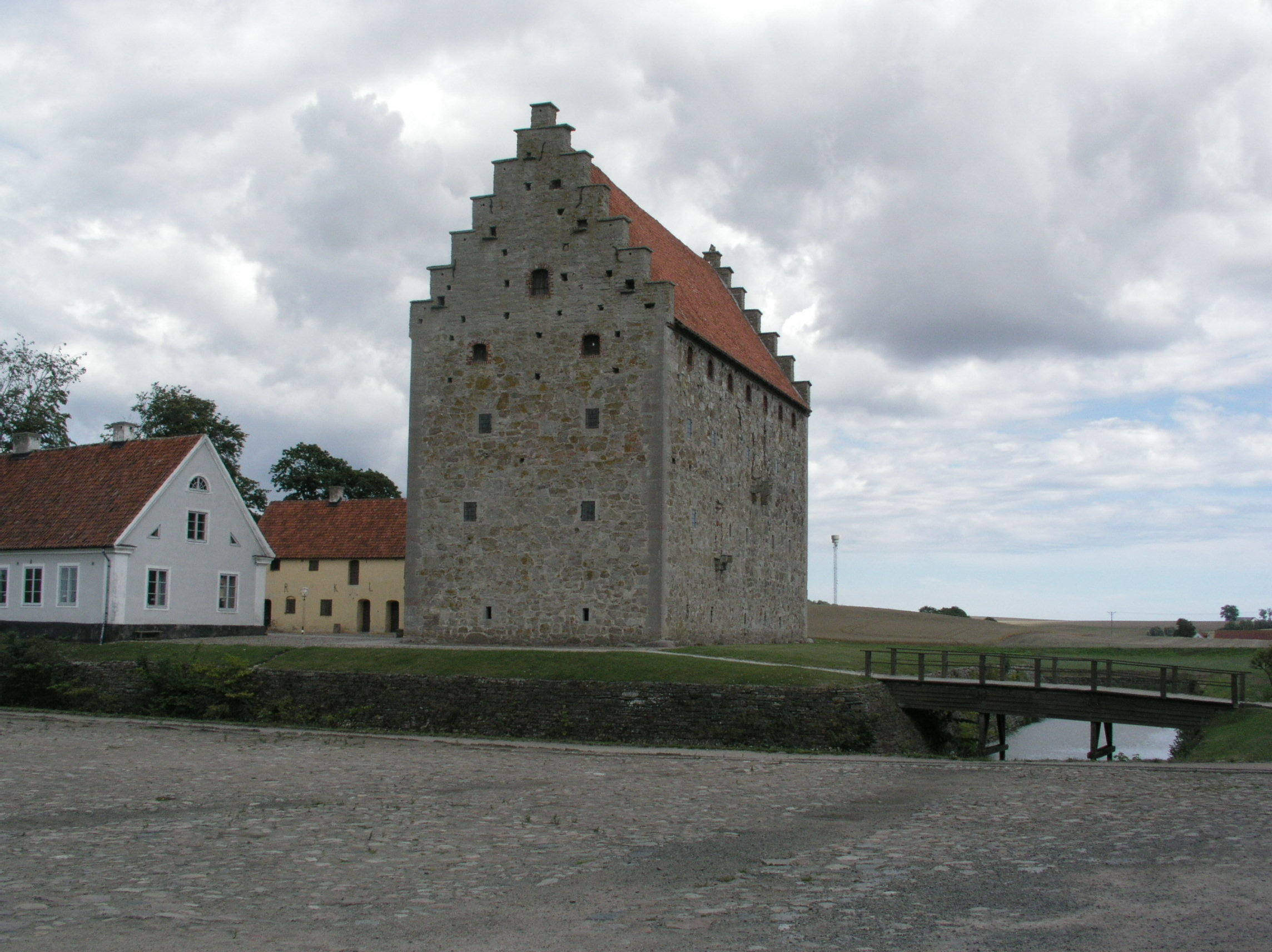
Glimmingehus i Skåne
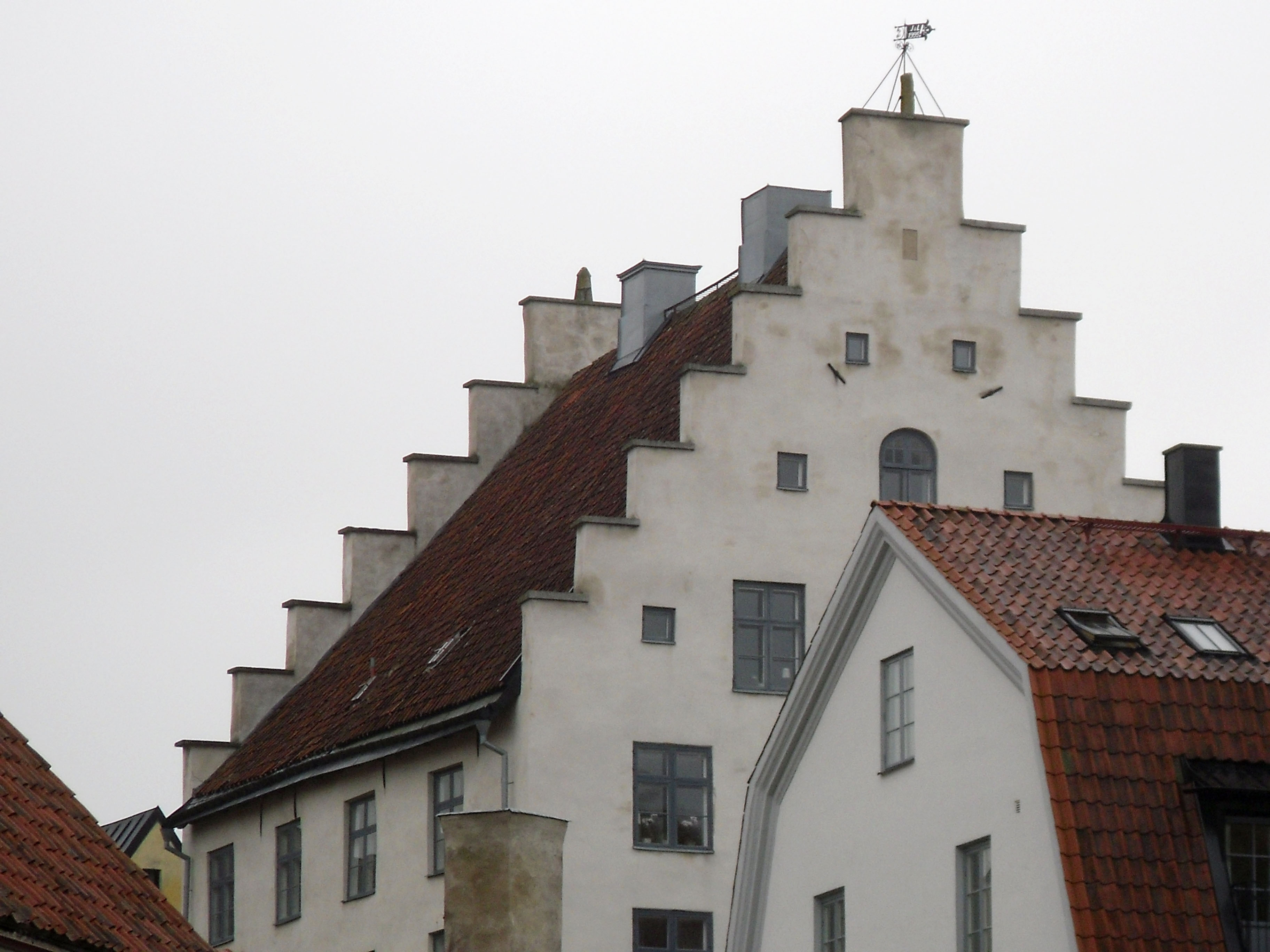
Liljehornska huset i Visby, Gotland
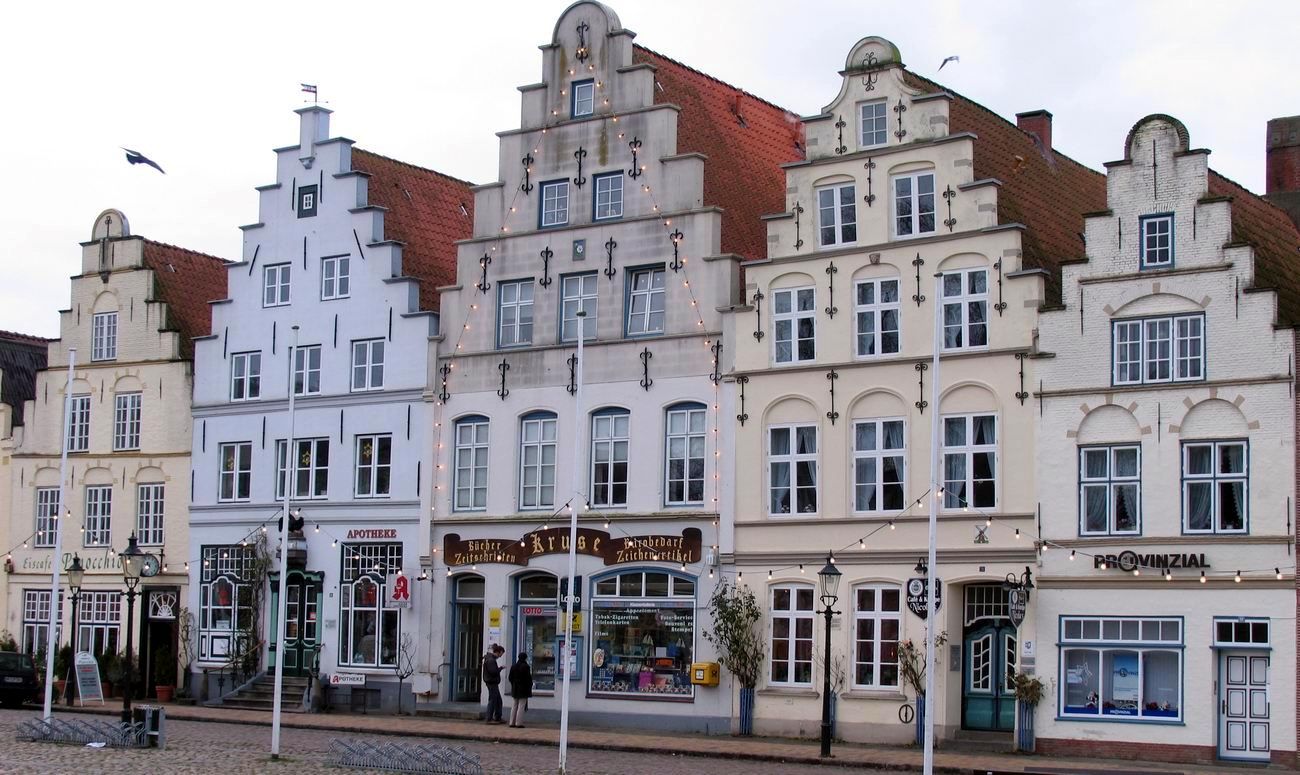
Torget i Friedrichstadt, Schleswig-Holstein, Tyskland